# Ţahneh
Ţahneh (persiska: طهنه) är en ort i Iran.   Den ligger i provinsen Teheran, i den centrala delen av landet, 100 km öster om huvudstaden Teheran. Ţahneh ligger 2 283 meter över havet och antalet invånare är 134.
Terrängen runt Ţahneh är kuperad åt nordost, men åt sydväst är den bergig. Runt Ţahneh är det ganska glesbefolkat, med 23 invånare per kvadratkilometer. Närmaste större samhälle är Arjomand, 7,9 km norr om Ţahneh. Trakten runt Ţahneh består i huvudsak av gräsmarker.